# Thomas C. Amory
Thomas C. Amory (ur. 1812, zm. 1889) – amerykański poeta i prozaik.

## Życiorys
Urodził się 6 października 1812 w Bostonie. Jego rodzicami byli Jonathan Amory i Mehitable Sullivan Cutler. W 1830 ukończył studia na Uniwersytecie Harvarda i w 1834 uzyskał uprawnienia do wykonywania zawodu adwokata. Pracując jako prawnik, był z zamiłowania historykiem, biografistą i genealogiem. Pisał o historii Irlandii, bostońskiej biedocie i wojnie o niepodległość Stanów Zjednoczonych. Napisał biografię swojego dziadka, Jamesa Sullivana, zatytułowaną The Life of Gov. Sullivan (1859). Zmarł 20 sierpnia 1889.

## Twórczość
Był prozaikiem i poetą, autorem dwóch poematów wydanych w 1888, Charles River i Siege of Newport.